# Stangerbad

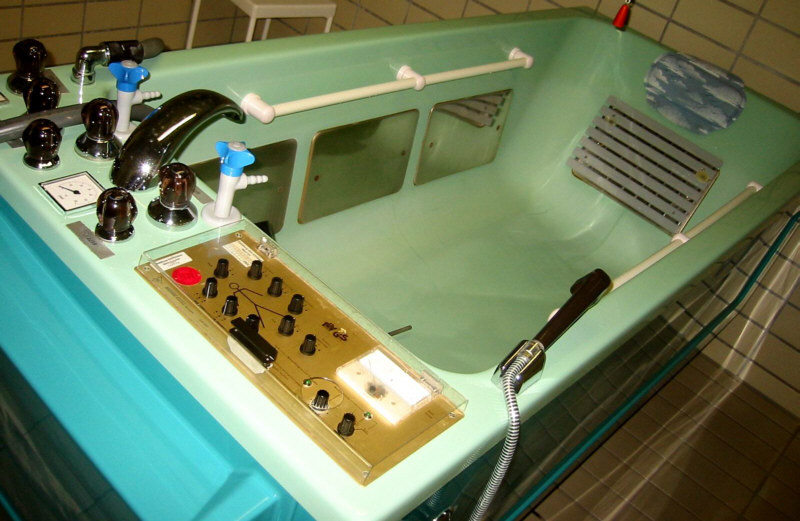
Spezialwanne für Stangerbad, mit den gut sichtbaren Metallplatten an der Wanneninnenseite und dem Schaltpult im Vordergrund

Das Stangerbad (auch hydroelektrisches Vollbad bzw. hydroelektrisches Dreiviertelbad) gehört zu den Elektrotherapien, genauer gesagt zu den hydroelektrischen Bädern, und wird meistens von medizinischen Bademeistern oder Physiotherapeuten, seltener von Ärzten angewandt. Der Patient sitzt in einer mit Wasser gefüllten Badewanne und wird von konstantem Gleichstrom (Galvanismus) durchflutet. Es handelt sich um eine Kombination aus einer elektrophysiologischen Anwendung mit einem Wärmereiz.  Das Stangerbad ist in den Heilmittelkatalog der gesetzlichen Krankenversicherung aufgenommen. Der Begriff  Stangerbad ist seit dem 4. Mai 1951 als Wortmarke geschützt.

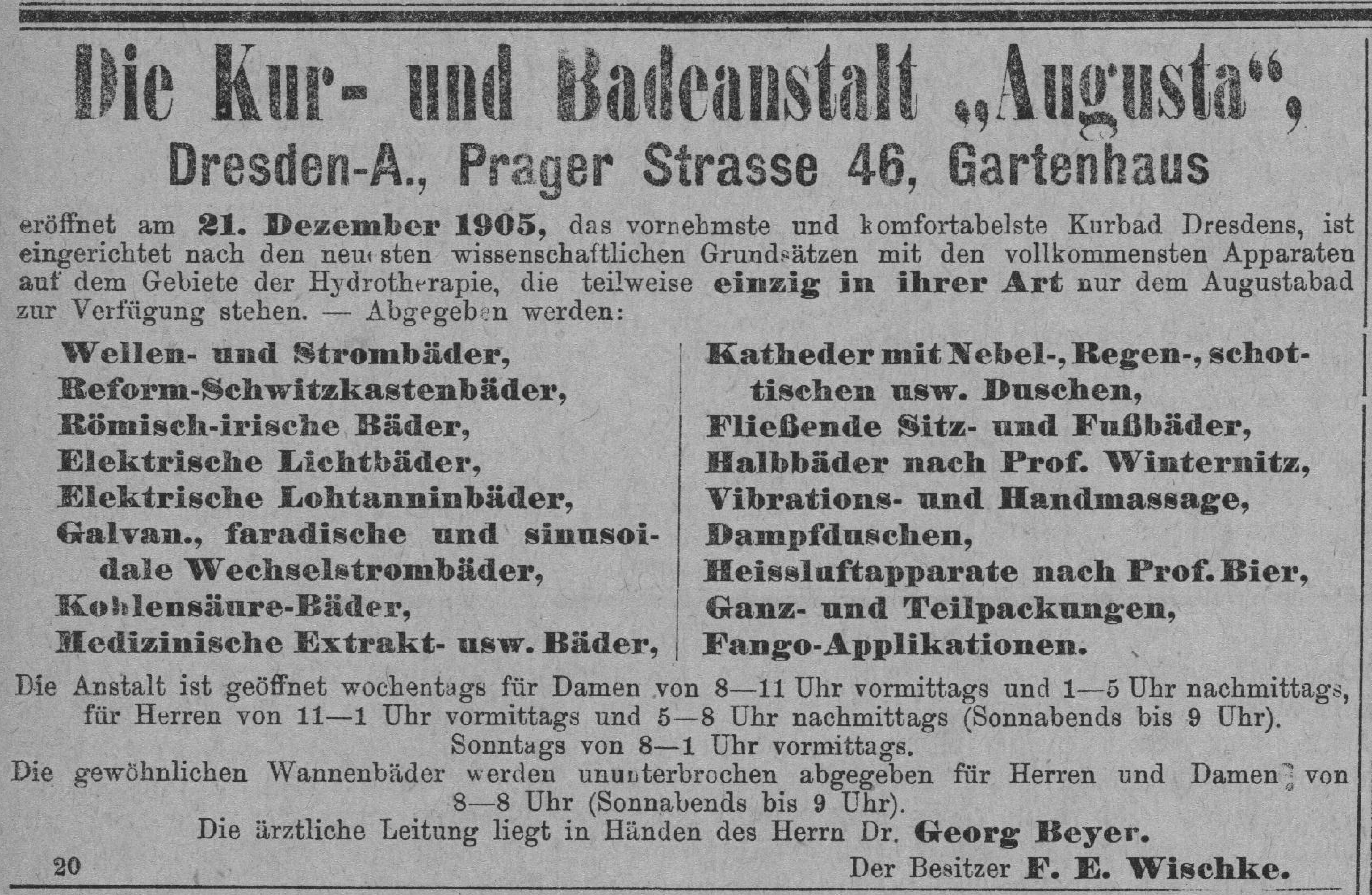
Werbung (1906)

Die ersten Erwähnungen von medizinischen Versuchen mit Elektrizität und Wasser stammen aus der Mitte des 19. Jahrhunderts. Albert Eulenberg brachte 1883 das Buch Die hydroelektrischen Bäder heraus, in dem er seine wissenschaftlichen Untersuchungen darstellte. Der Gerbermeister Heinrich Stanger (* 1854) kam während seines Studiums der Gerberei und Elektrotechnik auf die Idee, das Gerbeverfahren mit Hilfe von Strom zu verbessern. Seine Versuche waren erfolgreich, woraufhin er in Ulm eine elektrische Gerberei einrichtete. Sein Vater, der Gerbermeister Johann Stanger († 1909) litt zu dieser Zeit an Gicht. Durch die Arbeit in den neuen Gerbgruben stellte sich eine Besserung an den Händen und Ellenbogen ein. Heinrich Stanger startete daraufhin Versuche mit anderen Gicht- und Rheumatismuskranken, bei denen sich ebenfalls erkennbare Erfolge einstellten. Seiner Theorie nach waren die im Wasser gelösten Gerbstoffe der Grund für die Linderung der Beschwerden und der Strom das Transportmittel in den Körper. Heinrich Stanger nannte das gemeinsam mit dem Arzt Emil Hartmann (1862–1914) entwickelte Bad Stangerbad und richtete jeweils eines in Ulm, wo Hartmann 1899 das „Sanatorium Ulm“ gründete, und in Nagold ein. Die Wannen, die aus elektrisch isolierendem Material bestehen müssen, ließ er aus Holz bauen. Andere Wannen jener Zeit wurden aus Fayence (Ton) hergestellt. Moderne Wannen bestehen aus glasfaserverstärktem Kunststoff.

## Anwendung
In den Badewannen für das Stangerbad, die meist auch mit einer Unterwasserdruckstrahlmassage ausgestattet sind, befinden sich am Fußende und an den Seiten Metallplatten. Zusätzliche Metallplatten können am Boden und am Kopfende der Wanne angebracht sein, diese müssen aber aus Sicherheitsgründen mit gelöcherten Kunststoffüberzügen versehen sein. Diese Platten dienen als Anode (Pluspol) und Kathode (Minuspol) und von ihrer Lage hängt die selektive Wirkung auf den Körper ab. Der Strom führt aufgrund von Ionenwanderungen und der Neutralisierung der jeweiligen Ionen an den Elektroden in Kathodennähe zu einer anderen Wirkung als in Anodennähe. Welche Platten welchen Pol repräsentieren, ist bei heutigen Wannen frei wählbar. Dies ist notwendig, da der Patient sich während der Behandlung immer in der gleichen Position, auf dem Rücken liegend mit leicht erhöhtem Oberkörper, befindet. Könnte die Polarität nicht geändert werden, wäre es z. B. nicht möglich, bei einem Patienten die Stromrichtung zu ändern. Manche Ausführungen der Wannen bieten die Möglichkeit, einen Pol an eine Bürste zu schalten, der dann gezielt über die zu behandelnde Stelle des Körpers geführt werden kann.
Die Wassertemperatur ist ganz von der Verträglichkeit beim Patienten und dessen Erkrankung abhängig. Bei Schmerzen und Muskelhypertonus wird die Wassertemperatur bei 34 °C und darüber, bei Muskelhypotonie und Paresen darunter liegen. Die Stromstärke wird dem Empfinden des Patienten angepasst. Der Strom sollte auf der Haut kribbeln, aber keine Schmerzen oder Unwohlsein auslösen. Für gewöhnlich kommen Stromstärken von 200–600 mA zum Einsatz.
Oft werden dem Wasser salz- oder gerbstoffhaltige Zusätze beigemischt, die die Leitfähigkeit des Wassers verbessern, was zu der Annahme geführt hat, dass dies der Grund für die Zusätze ist. Gillert und Rulffs, die Autoren eines Lehrbuches, widersprechen dieser Annahme, da eine Verbesserung der Leitfähigkeit eine weitere Minderung des sowieso schon geringen Stromanteils (nur ca. ein Drittel), der durch den Körper fließt, bedeuten würde und damit dem Therapieziel eher im Wege stünde. Sie gehen vielmehr davon aus, dass die Zusätze eine Hautreizung verursachen, die den Hautwiderstand reduziert und somit die Haut durchlässiger für den Strom macht.
Die Stromquellen für Stangerbäder müssen besonders sicher sein. In Deutschland regelt das Medizinproduktegesetz (MPG), ob ein Erzeugnis auf den Markt gebracht werden darf. Eine CE-Kennzeichnung und somit die Einhaltung der einschlägigen Normen ist wie bei anderen Produkten Pflicht. Der Betreiber des Stangerbades muss gemäß der Medizinprodukte-Betreiberverordnung sicherheits- und messtechnische Prüfungen vornehmen.

### Wirkung
Mit Hilfe von Wärmeleitzahlmessungen konnte nachgewiesen werden, dass sich bei einer Durchflutung mit Gleichstrom die Durchblutung in der Haut um 500 %, in tiefer gelegenen Muskeln noch bis zu 300 % erhöht. Die oberflächliche Durchblutungssteigerung wird zusätzlich durch den Wärmereiz des Badewassers begünstigt. Durch die gesteigerte Durchblutung wird der Stoffwechsel der Zellen (Trophik) verbessert. Die beruhigende Wirkung der Anode auf die Erregbarkeit der Nerven führt zu einer Schmerzdämpfung und Muskeltonussenkung. Die Kathode bewirkt durch ihre Steigerung der Erregbarkeit der Nerven eine Erhöhung des Muskeltonus und erreicht, bezogen auf die Wirkung der Anode, eine stärkere Mehrdurchblutung des Gewebes. Zusammenfassend kann also gesagt werden, dass das Stangerbad eine tonusregulierende, schmerzdämpfende und durchblutungsfördernde Wirkung hat.

### Indikation
Da mit dem Stangerbad der Tonus der Muskulatur in beide Richtungen verändert werden kann, lässt sich die Therapie sowohl bei Muskelhypertonus oder -hypotonus, Spastiken und Paresen einsetzen. Die Steigerung der Durchblutung hat positive Auswirkungen auf peripher-arterielle Durchblutungsstörungen. Weitere gute Ergebnisse zeigt die Behandlung bei Rheuma, Ischiasbeschwerden und bei Morbus Bechterew und Spondylarthrosen. Das Stangerbad kann auch bei Adnexitis (Entzündungen von Eierstock und Eileiter) sowie bei Menstruationsbeschwerden und Ausbleiben der Menstruation (Amenorrhoe) angewendet werden.
Das Stangerbad ermöglicht die Durchführung einer Iontophorese, eines medizinischen Verfahrens, bei dem der Körper Arzneistoffe über die Haut resorbiert. Das Arzneimittel muss hierfür in ionisierter Form vorliegen und wird dem Badewasser beigemischt. Durch den elektrischen Strom können die Arzneistoffe die Haut durchdringen und werden vom Körper aufgenommen.

### Kontraindikation
Der hydrostatische Druck, die Wärme des Wassers und der elektrische Strom sind Risikofaktoren bei Patienten mit akuten Herzerkrankungen, Herzinsuffizienz und Herzschrittmachern. Hier ist von einer Therapie mit dem Stangerbad auf jeden Fall abzuraten. Auch Patienten mit Metall im Körper (z. B. Splitter oder nach einer Osteosynthese) und Hauterkrankungen sollten nicht behandelt werden. Des Weiteren sind Fieber und ein geschädigtes Lymphsystem Kontraindikationen für das Stangerbad.

## Wirtschaftlichkeit
Das Stangerbad ist aufgrund seiner Anschaffungs- und Unterhaltskosten eine vergleichsweise teure Therapie. Daher sind Stangerbäder nur selten in kleinen Therapiezentren oder privaten Massagepraxen zu finden. In den großen Kurzentren und den Universitätskliniken zieht man inzwischen das günstigere Vierzellenbad dem Vollbad vor. Die Universität Heidelberg verfügte z. B. im Jahr 1999 über insgesamt 3 Anlagen für Stangerbäder, inzwischen nur noch über eine. Das Klinikum der Universität Wien behandelt seit einigen Jahren nur noch im Vierzellenbad. Beim Vierzellenbad sind nur die Extremitäten in je ein Becken getaucht, das ein bis zwei Elektroden enthält. Damit können sowohl Ströme durch den Körper als auch quer zu den Extremitäten erzeugt werden.